# سيد فلايشمان
سيد فلايشمان (بالإنجليزية: Sid Fleischman) (16 مارس 1920، بروكلين في الولايات المتحدة - 17 مارس 2010، سانتا مونيكا في الولايات المتحدة)؛ كاتب للأطفال، كاتب، كاتب سيناريو وروائي أمريكي.

## روابط خارجية
- سيد فلايشمان على موقع IMDb (الإنجليزية)
- سيد فلايشمان على موقع ألو سيني (الفرنسية)
- سيد فلايشمان على موقع أول موفي (الإنجليزية)
- سيد فلايشمان على موقع قاعدة بيانات الأفلام السويدية (السويدية)
- سيد فلايشمان على موقع قاعدة بيانات الفيلم (الإنجليزية)
- سيد فلايشمان على موقع كينوبويسك (الروسية)